# Resolució 1198 del Consell de Seguretat de les Nacions Unides
La Resolució 1198 del Consell de Seguretat de les Nacions Unides, adoptada per unanimitat el 18 de setembre de 1998 després de reafirmar totes les resolucions anteriors del Sàhara Occidental, el Consell va ampliar el mandat de la Missió de Nacions Unides pel Referèndum al Sàhara Occidental (MINURSO) fins al 31 d'octubre de 1998.
El Consell de Seguretat va reiterar el seu compromís de trobar una solució duradora al conflicte del Sàhara Occidental i la seva determinació de celebrar un referèndum sobre l'autodeterminació de la població del territori d'acord amb el Pla de Regularització.
La resolució va donar la benvinguda a l'acord de les autoritats marroquines per formaliyzar la presència de l'Alt Comissionat de les Nacions Unides per als Refugiats (ACNUR) al Sàhara Occidental i tant al Marroc com al Front Polisario se'ls va demanar que contribuïssin al retorn dels refugiats elegibles per votar. Va demanar la conclusió del Status of Forces Agreement per a la implementació del personal militar de la MINURSO. Es va demanar al secretari general Kofi Annan que en un termini de 30 dies informés sobre el progrés.